# Pheroliodes barringtonensis
Pheroliodes barringtonensis är en kvalsterart som beskrevs av Hunt 1996. Pheroliodes barringtonensis ingår i släktet Pheroliodes och familjen Pheroliodidae. Inga underarter finns listade i Catalogue of Life.